# 2-أوكتاين
2-أوكتاين هو مركب عضوي هيدروكربوني من الألكاينات، صيغته الكيميائية C8H14، ويوجد على شكل سائل عديم اللون في الشروط القياسية.

## الخواص
يوجد 2-أوكتاين في الشروط القياسية على شكل سائل عديم اللون، وهو غير قابل للامتزاج مع الماء.